# 吴惠妃 (明宣宗)
貞順惠妃，亦稱為吳惠妃（?年—1435年），蒙古族人，恭順伯吳允誠（本名把都帖木兒）之孫女，明成祖康穆懿恭惠妃吳氏之姪女。明朝明宣宗朱瞻基之後宮，生前未受正式冊封，殉葬後被追贈為妃。

## 生平
吳允誠家族是明朝時期的一個蒙古族「達官」家族，最初居於北元亦集乃（內蒙古 額濟納旗）。永樂三年（1405年），吳允誠攜妻子、部族來歸。之後因家族成員軍功封爵，歷代世襲，成為明朝有代表性的「達官」家族。在明初，吳氏家族居住在涼州，第二代開始因明朝調離達官子弟至京城的政策而被編入京城守備，脫離蒙古部族的生活環境，社會關係逐步轉變為以武官為核心的官僚關係為主，家族文化與禮儀習俗也逐漸融入到漢族文化中，最後在明朝中後期完全融入明代的官僚體系，失去明顯的蒙古族特徵。
吳氏的出生及入宮時間尚待考證。宣德十年正月初三日（1435年1月31日），明宣宗朱瞻基駕崩，同年三月二十八日（1435年4月26日），剛即位的明英宗朱祁鎮追贈皇庶母惠妃何氏為貴妃（謚號端靜），趙氏為賢妃（謚號純靜），吳氏為惠妃（謚號貞順），焦氏為淑妃（謚號莊靜），曹氏為敬妃（謚號莊順），徐氏為順妃（謚號貞惠），袁氏為麗妃（謚號恭定），諸氏為恭妃（謚號貞靜），李氏為充妃（謚號恭順），何氏為成妃（謚號肅僖），謚冊稱：「茲委身而蹈義，隨龍馭以上賓，宜薦徽稱，用彰節行」。由此可知，吳氏殉葬之後被明英宗追贈為貞順惠妃。另外，《宛署雜記》稱「榮思賢妃吳氏葬金山，景陵妃七，余俱從葬」，崇禎年間太常寺官屬所輯《太常續考》則記「景陵八妃，榮思賢妃吳氏、二妃、三妃、四妃、五妃、六妃、七妃、八妃，俱無諡號、姓氏，七位從葬，一葬金山」然而，據考證「從葬者蓋有十妃」。
吳惠妃死因不明，但有可能是被縊死的。根據《朝鮮王朝實錄》的記載，明成祖朱棣駕崩後，首先在庭院中為三十多位隨葬宮人提供飲食，然後將她們帶到殿堂，讓她們站在小木床上，將頭套入繩圈，隨後便撤去木床縊死。